# Gull Rosdahl
Gullan (Gull) Margareta Rosdahl, född 15 juli 1922 i Ängelholm, är en svensk textilkonstnär och målare.
Hon är dotter till musikfanjunkaren Carl Rosdahl och Olga Svensson och var från 1953 gift med fil.mag. Stig Herrström (1926–2021). Rosdahl studerade vid Otte Skölds målarskola i Stockholm 1944–1945 och under ett flertal studieresor till Frankrike, Italien och Tunisien. Separat debuterade hon med en utställning på Galerie Moderne i Stockholm 1950 som hon senare följde upp med separatutställningar på Rådhuset i Malmö, Krognoshuset i Lund och Galleri Brinken i Stockholm. Hon medverkade i samlingsutställningarna Kullakonst i Höganäs, Barkåkrautställningen i Skälderviken och i Ängelholm. Hennes konst består av motiv hämtade från en värld mellan dröm, fantasi och verklighet utförda i olja, tempera eller pastell. Hon bosatte sig 1999 i Chinon, Frankrike. Rosdahl är representerad vid Nationalmuseum i Stockholm.